# 疾速條紋
疾速條紋（英語：Racing stripe）是各國及地區海岸警衛隊（或水上警察）在艦艇船體、航空器機體、車輛側邊繪製的條紋圖案。

## 圖廊

Albania
Argentina
Bangladesh
Canada
PRC（海警）
PRC（海巡）
PRC（海監）
Croatia
Cyprus
Egypt
European Union
Finland
France
Georgia
Germany
Greece
Iceland
India
Indonesia
Italy
Japan
Libya
Malaysia
Maldives
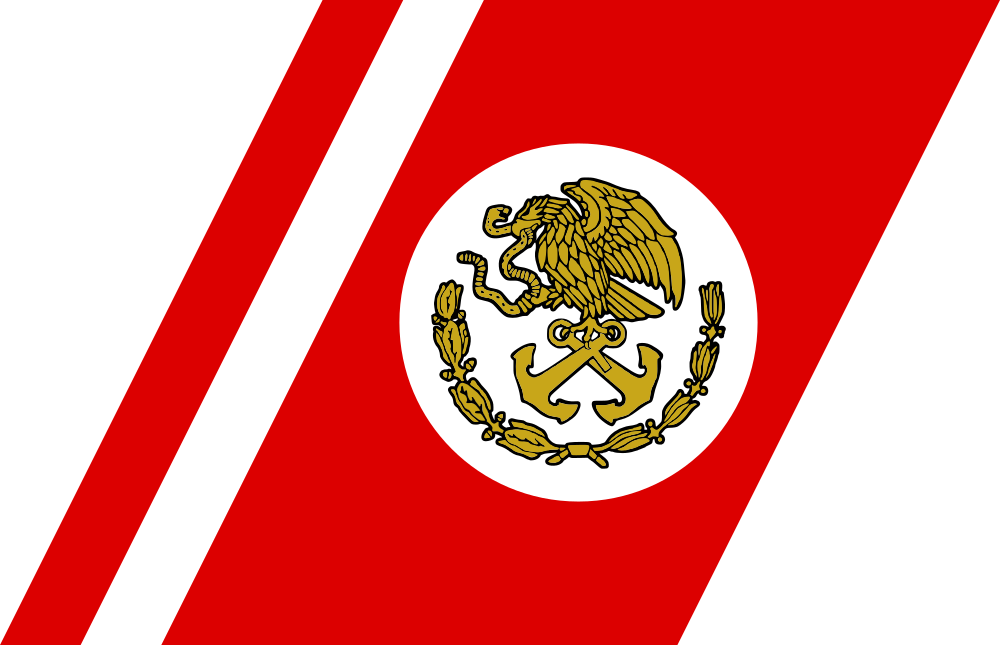
Mexico
Netherlands
Norway
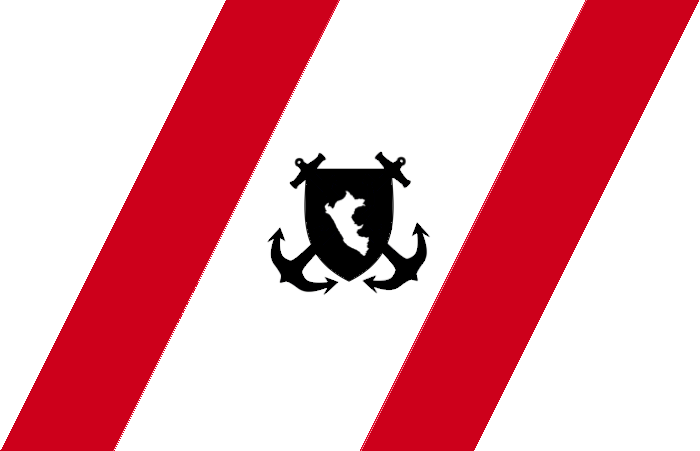
Peru
Philippines
Romania
Russia
Suriname
Singapore
South Korea
Somaliland
Sri Lanka
Sweden
ROC
Turkey
Ukraine
United Kingdom
United States（軍事）
United States（民事）
United States（警察）
Vietnam
Yemen

- 阿尔巴尼亚
- 阿根廷
- 加拿大
- 中华人民共和国（海警）
- 中华人民共和国（海巡）
- 中华人民共和国（海監）
- 賽普勒斯
- 埃及
- 欧洲联盟
- 芬兰
- 法國
- 德国
- 希腊
- 冰島
- 印度
- 印度尼西亞
- 義大利
- 日本
- 利比亞
- 马来西亚
- 馬爾地夫
- 墨西哥
- 荷蘭
- 挪威
- 秘魯
- 菲律賓
- 羅馬尼亞
- 俄羅斯
- 苏里南
- 新加坡
- 索馬利蘭
- 斯里蘭卡
- 瑞典
- 中華民國
- 土耳其
- 乌克兰
- 英国
- 美国（軍事）
- 美国（民事）
- 美国（警察）
- 越南
- 葉門

## 另見
- 國家顏色
- 國籍標誌

## 外部連結
- 维基共享资源上的相關多媒體資源：疾速條紋